# Los Sims 2: bon voyage
Los Sims 2: bon voyage es la sexta expansión de la serie de videojuegos para PC Los Sims 2. Fue publicada el 4 de septiembre de 2007 en América del Norte y dos días más tarde, el 6 de septiembre, en Europa. La expansión agrega la posibilidad de viajar y preparar vacaciones para los Sims, al estilo de Los Sims: de vacaciones, la cuarta expansión para el juego original.

## Modo de juego
La expansión abre tres destinos diferentes en los que los Sims pueden pasar unas vacaciones alejados de su hogar y de su trabajo; Tres Lagos, de paisaje montañoso con bosques y lagos, la Villa Takemizu de ambiente y tradición oriental, y por último, la Isla Twikkii, un paraíso tropical al lado del mar, donde abundan la arena y las actividades veraniegas. Un Sim puede utilizar su teléfono para organizar sus vacaciones, escogiendo el lugar de destino, la duración de las vacaciones y los Sims que desea traer con él o ella. La hora de partida puede ser escogida al momento o anticipada en un periodo de una semana, o siete días.
Una vez en el destino elegido, un Sim puede elegir entre reservar habitaciones en un hotel o utilizar otros medios, como una tienda de campaña. Las diferentes localidades ofrecen también diferentes actividades. Un Sim puede pasar su tiempo tomando el sol en una playa tropical, bailando el Hula o cantando en grupo alrededor de una hoguera. Las diferentes actividades en las que un Sim participa se graban en una nueva función que clasifica a un Sim como turista dependiendo en cuanto él o ella hace durante las vacaciones. Un Sim puede escoger en terminar sus vacaciones antes de lo previsto y regresar a casa si lo desea. De otro modo, el Sim será automáticamente recogido (al igual que su familia u otros acompañantes) y llevado a casa cuando la duración escogida al planear las vacaciones llegue a su fin. Una vez de vuelta en casa, cada uno de los Sims podrán escoger los beneficios extraídos de sus vacaciones, los cuales le ayudarán en el trabajo y el amor entre otros.